# Marcus Kuhl
Marcus Kuhl (* 15. März 1956 in Mannheim) ist ein ehemaliger Eishockey-Spieler der in seiner aktiven Zeit von 1973 bis 1993 für den Mannheimer ERC und den Kölner EC spielte und 156 Länderspiele für die deutsche Eishockeynationalmannschaft bestritt. Später war er viele Jahre Manager des DEL-Clubs Adler Mannheim.

## Karriere
Der hoch talentierte Kuhl bestritt bereits mit 17 Jahren seine ersten Spiele in der ersten Mannschaft des Mannheimer ERC, der damals in der 2. Bundesliga spielte. Mit 18 wechselte er für die Saison 1974/75 zum Kölner EC in die Bundesliga und war mit 25 Toren gemeinsam mit Anton Pohl auf Anhieb bester Torschütze im Team. In der Saison 1976/77 wurde er mit den Haien, die seinerzeit mit Erich Kühnhackl und Craig Sarner weitere Stars in ihren Reihen hatten, erstmals Deutscher Meister. In den folgenden Jahren war er fester Bestandteil der deutschen Nationalmannschaft, für die er 1978 in Prag an seiner ersten Weltmeisterschaft teilnahm. Nach der Deutschen Meisterschaft 1979 und der Weltmeisterschaft 1979 in Moskau, bei der er sechs Tore erzielte, kehrte er zum Mannheimer ERC zurück und konnte das Team gleich in seiner ersten Saison 1979/80 zur Meisterschaft führen. Die Teilnahme an den Olympischen Winterspielen 1980 in Lake Placid im Laufe der Saison war ein weiterer Karrierehöhepunkt.
Für drei Spielzeiten blieb er in Mannheim und nahm in dieser Zeit auch an den Weltmeisterschaften 1981 in Göteborg und 1982 in Helsinki, bei der er mit vier Treffern der erfolgreichste Spieler im deutschen Team war, teil. Danach kehrte er zum Kölner EC zurück. Das Team um Gerd Truntschka erreichte in der Saison 1982/83 das Halbfinale und Kuhl spielte nach der Saison bei der Heim-WM 1983. Die Saison 1983/84 wurde von den Olympischen Winterspielen 1984 in Sarajevo unterbrochen, bei der er einen Treffer gegen Jugoslawien beisteuerte. Zurück in der Bundesliga, holte er mit den Haien nach einem hart umkämpften Finalsieg seine vierte Meisterschaft. er blieb noch eine Saison in Köln und wechselte nach der Weltmeisterschaft 1985 in Prag erneut nach Mannheim zurück. 1987 in Wien spielte er seine letzte WM und beendete nach dem Iswestija-Pokal 1987 seine Karriere in der Nationalmannschaft. Für den Mannheimer ERC spielte er noch bis in die Saison 1992/93.
Zusammen mit Lance Nethery gilt er als Manager als Vater der Meisterschaften 1997, 1998 und 1999. Seine Verdienste um den deutschen Eishockeysport wurden mit der Aufnahme in die Hockey Hall of Fame Deutschland geehrt. Zudem sperrten die Adler Mannheim seine Rückennummer, die 15, das heißt, diese Nummer wird zu Kuhls Ehren nicht mehr an aktuelle oder zukünftige Spieler des Vereins vergeben.